# Russischer Fußballpokal 2005/06
Der Russische Fußballpokal 2005/06 war die 14. Austragung des russischen Pokalwettbewerbs der Männer. Pokalsieger wurde Titelverteidiger ZSKA Moskau. Das Team setzte sich im Finale am 20. Mai 2006 im Olympiastadion Luschniki von Moskau gegen Spartak Moskau durch.

## Modus
In der Vorrunde und den folgenden drei Runden nahmen ausschließlich Mannschaften der 2. Division 2005 teil. Dabei traten insgesamt 78 Vereine an, die nach regionalen Gesichtspunkten gelost wurden. In der vierten Runde stiegen dann 21 Zweitligisten, in der fünften Runde die 16 Erstligisten ein.
Die Spiele der ersten Runde wurden im April ausgetragen, das Finale im darauffolgenden Jahr im Mai, sodass sich der Pokalwettbewerb über 13 Monate erstreckte. Bis zur vierten Runde und im Finale wurden die Begegnungen in einem Spiel ausgetragen. Bei unentschiedenem Ausgang wurde zur Ermittlung des Siegers eine Verlängerung gespielt. Stand danach kein Sieger fest, folgte ein Elfmeterschießen.
Von der fünften Runde bis zum Halbfinale wurden die Sieger in Hin- und Rückspiel ermittelt. Bei Torgleichstand in beiden Spielen zählte zunächst die größere Zahl der auswärts erzielten Tore; gab es auch hierbei einen Gleichstand, wurde das Rückspiel verlängert und ggf. ein Elfmeterschießen zur Entscheidung ausgetragen. Der Pokalsieger qualifizierte sich für den UEFA-Pokal.

## Teilnehmende Teams
| Premjer-Liga (16) | Premjer-Liga (16) | 1. Division (21) | 1. Division (21) |
| --- | --- | --- | --- |
| - Dynamo Moskau - Lokomotive Moskau - Spartak Moskau - Torpedo Moskau - FK Moskau - ZSKA Moskau - Alanija Wladikawkas - Amkar Perm | - Krylja Sowetow Samara - FK Rostow - Rubin Kasan - Saturn Ramenskoje - Schinnik Jaroslawl - Terek Grosny - Tom Tomsk - Zenit St. Petersburg | - Amur Blagoweschtschensk - Anschi Machatschkala - Awangard Kursk - FK Chimki - Dynamo Brjansk - Dynamo Machatschkala - Fakel Woronesch - KAMAS Nabereschnyje Tschelny - Kuban Krasnodar - Lokomotive Tschita - Lutsch-Energija Wladiwostok | - Metallurg-Kusbass Nowokusnezk - Metallurg Lipezk - FK Orjol - Petrotrest St. Petersburg - SKA-Energija Chabarowsk - PFK Sokol Saratow - Spartak Naltschik - Spartak Tscheljabinsk - Tschkalowez-1936 Nowosibirsk - Ural Jekaterinburg - Wolgar-Gasprom Astrachan |
| 2. Division (78)0000000000 | | | |
| - Alnas Almetjewsk - Anguscht Nasran - Arsenal Tula - Awtodor Wladikawkas - Baltika Kaliningrad - FK Don Nowomoskowsk - Druschba Maikop - Dynamo Barnaul - Dynamo Kirow - Dynamo Wologda - Energetik Uren - Gasowik-Gasprom Ischewsk - Gasowik Orenburg - Irtysch Omsk - Iskra Engels - FK Jelez - FK Krasnodar-2000 - Kusbass-Dynamo Kemerewo - Lada-SOK Dimitrowgrad - FK Lada Toljatti | - FK Lobnja-Alla - Lokomotive Kaluga - Lokomotive Liski - Lokomotive-M Serpuchow - Lokomotive Nischni Nowgorod - Maschuk-KMW Pjatigorsk - Metallurg Krasnojarsk - Metallurg-Metisnik Magnitogorsk - Mordowija Saransk - Nara-Desna Naro-Fominsk - FK Neftechimik Nischnekamsk - Neftjanik Ufa - FK Nika Moskau - Nosta Nowotroizk - Okean Nachodka - Olimpija Wolgograd - Presnja Moskau - FK Pskow-2000 - FK Reutow - FK Rjasan-Agrokomplekt | - Rotor-2 Wolgograd - Rubin-2 Kasan - Sarja Leninsk-Kusnezki - Saturn Jegorjewsk - FK Spartak-MZK Rjasan - FK Saljut-Energija Belgorod - Saturn Nabereschnyje Tschelny - Schachtjor Prokopjewsk - Scheksna Tscherepowez - Sibirjak Bratsk - FK SKA Rostow - Smena Komsomolsk am Amur - FK Smolensk - Sodowik Sterlitamak - FC Sotschi-04 - Spartak-UGP Anapa - Spartak Kostroma - Spartak Luchowizy - Spartak Schtschjolkowo | - Spartak Tambow - Sportakademklub Moskau - Sudostroitel Astrachan - Swesda Irkutsk - Tekstilschtschik-Telekom Iwanowo - Tekstilschtschik Kamyschin - FK Titan Moskau - FK Tobol Kurgan - Torpedo Wladimir - Torpedo Wolschski - Tschkalowez Nowosibirsk - Uralez Nischni Tagil - FK Witjas Podolsk - Wolga Nischni Nowgorod - Wolga Twer - Wolotschanin-Ratmir Wyschni Wolotschok - Zenit Pensa - Zenit-2 St. Petersburg - Zenit Tscheljabinsk |

Römische Ziffern in Klammern geben die Ligastufe an, an der die Vereine während der Saison 2005 teilnehmen.

## Vorrunde
Teilnehmer: 6 Vereine der 2. Division.
| Datum      |                                     | Ergebnis              |                                       |
| ---------- | ----------------------------------- | --------------------- | ------------------------------------- |
| 17.04.2005 | Sodowik Sterlitamak (III)           | 0:0 n. V. (4:3 i. E.) | Metallurg-Metisnik Magnitogorsk (III) |
| 17.04.2005 | Saturn Nabereschnyje Tschelny (III) | 0:1                   | Lada-SOK Dimitrowgrad (III)           |
| 17.04.2005 | Lokomotive Nischni Nowgorod (III)   | 0:0 n. V. (0:3 i. E.) | Wolga Nischni Nowgorod (III)          |

## 1. Runde
Teilnehmer: Die 3 Sieger der Vorrunde und 59 weitere Vereine der 2. Division.
| Datum      |                                   | Ergebnis              |                                              |
| ---------- | --------------------------------- | --------------------- | -------------------------------------------- |
| 20.04.2005 | Tekstilschtschik Kamyschin (III)  | 0:2                   | Torpedo Wolschski (III)                      |
| 20.04.2005 | Sudostroitel Astrachan (III)      | 1:2                   | Rotor-2 Wolgograd (III)                      |
| 20.04.2005 | FC Sotschi-04 (III)               | 2:3 n. V.             | Druschba Maikop (III)                        |
| 20.04.2005 | FK SKA Rostow (III)               | 0:0 n. V. (7:6 i. E.) | FK Krasnodar-2000 (III)                      |
| 20.04.2005 | Awtodor Wladikawkas (III)         | 1:1 n. V. (2:4 i. E.) | Anguscht Nasran (III)                        |
| 22.04.2005 | Lokomotive-M Serpuchow (III)      | 1:1 n. V. (4:5 i. E.) | Lokomotive Kaluga (III)                      |
| 22.04.2005 | Wolga Twer (III)                  | 1:0                   | Wolotschanin-Ratmir Wyschni Wolotschok (III) |
| 22.04.2005 | Torpedo Wladimir (III)            | 1:0                   | Tekstilschtschik-Telekom Iwanowo (III)       |
| 22.04.2005 | Sportakademklub Moskau (III)      | 0:2                   | Spartak Kostroma (III)                       |
| 22.04.2005 | FK Spartak-MZK Rjasan (III)       | 0:3                   | FK Rjasan-Agrokomplekt (III)                 |
| 22.04.2005 | Spartak Tambow (III)              | 2:1                   | Iskra Engels (III)                           |
| 22.04.2005 | Spartak Schtschjolkowo (III)      | 1:0                   | FK Reutow (III)                              |
| 22.04.2005 | Spartak Luchowizy (III)           | 0:2                   | Saturn Jegorjewsk (III)                      |
| 22.04.2005 | Schachtjor Prokopjewsk (III)      | 1:2 n. V.             | Sarja Leninsk-Kusnezki (III)                 |
| 22.04.2005 | FK Saljut-Energija Belgorod (III) | 1:2                   | Lokomotive Liski (III)                       |
| 22.04.2005 | FK Nika Moskau (III)              | 2:0                   | FK Titan Moskau (III)                        |
| 22.04.2005 | Nara-Desna Naro-Fominsk (III)     | 2:2 n. V. (4:5 i. E.) | Presnja Moskau (III)                         |
| 22.04.2005 | Mordowija Saransk (III)           | 1:0                   | Zenit Pensa (III)                            |
| 22.04.2005 | FK Jelez (III)                    | 2:0                   | FK Don Nowomoskowsk (III)                    |
| 22.04.2005 | FK Smolensk (III)                 | 2:0                   | FK Pskow-2000 (III)                          |
| 22.04.2005 | Dynamo Wologda (III)              | 1:2                   | Scheksna Tscherepowez (III)                  |
| 23.04.2005 | Kusbass-Dynamo Kemerewo (III)     | 0:0 n. V. (0:3 i. E.) | Tschkalowez Nowosibirsk (III)                |
| 23.04.2005 | Irtysch Omsk (III)                | 0:2                   | Dynamo Barnaul (III)                         |
| 24.04.2005 | Rubin-2 Kasan (III)               | 2:1                   | FK Neftechimik Nischnekamsk (III)            |
| 24.04.2005 | Lada-SOK Dimitrowgrad (III)       | 1:2                   | FK Lada Toljatti (III)                       |
| 24.04.2005 | Alnas Almetjewsk (III)            | 0:0 n. V. (2:3 i. E.) | Neftjanik Ufa (III)                          |
| 25.04.2005 | Zenit Tscheljabinsk (III)         | 0:2                   | Sodowik Sterlitamak (III)                    |
| 25.04.2005 | Wolga Nischni Nowgorod (III)      | 0:1                   | Energetik Uren (III)                         |
| 25.04.2005 | Uralez Nischni Tagil (III)        | 2:0                   | FK Tobol Kurgan (III)                        |
| 25.04.2005 | Gasowik-Gasprom Ischewsk (III)    | 2:0                   | Dynamo Kirow (III)                           |
| 25.04.2005 | Gasowik Orenburg (III)            | 0:2 n. V.             | Nosta Nowotroizk (III)                       |

## 2. Runde
Teilnehmer: Die 31 Sieger der ersten Runde und 13 weitere Vereine der 2. Division.
| Datum      |                               | Ergebnis  |                                |
| ---------- | ----------------------------- | --------- | ------------------------------ |
| 23.04.2005 | Okean Nachodka (III)          | 2:0       | Smena Komsomolsk am Amur (III) |
| 30.04.2005 | Torpedo Wolschski (III)       | 1:3       | Rotor-2 Wolgograd (III)        |
| 30.04.2005 | Olimpija Wolgograd (III)      | 1:0       | FK SKA Rostow (III)            |
| 30.04.2005 | Druschba Maikop (III)         | 1:2       | Spartak-UGP Anapa (III)        |
| 30.04.2005 | Anguscht Nasran (III)         | 1:2 n. V. | Maschuk-KMW Pjatigorsk (III)   |
| 03.05.2005 | Swesda Irkutsk (III)          | 2:0       | Sibirjak Bratsk (III)          |
| 03.05.2005 | Sarja Leninsk-Kusnezki (III)  | 0:5       | Dynamo Barnaul (III)           |
| 03.05.2005 | Tschkalowez Nowosibirsk (III) | 3:0       | Metallurg Krasnojarsk (III)    |
| 15.05.2005 | Zenit-2 St. Petersburg (III)  | 0:1       | Wolga Twer (III)               |
| 15.05.2005 | Spartak Kostroma (III)        | 1:0 n. V. | Spartak Schtschjolkowo (III)   |
| 15.05.2005 | Sodowik Sterlitamak (III)     | 3:1       | Uralez Nischni Tagil (III)     |
| 15.05.2005 | Scheksna Tscherepowez (III)   | 0:1       | Torpedo Wladimir (III)         |
| 15.05.2005 | Saturn Jegorjewsk (III)       | 3:1       | FK Rjasan-Agrokomplekt (III)   |
| 15.05.2005 | Presnja Moskau (III)          | 1:0       | Arsenal Tula (III)             |
| 15.05.2005 | Nosta Nowotroizk (III)        | 2:1       | Neftjanik Ufa (III)            |
| 15.05.2005 | Mordowija Saransk (III)       | 3:1       | Spartak Tambow (III)           |
| 15.05.2005 | Lokomotive Liski (III)        | 1:2 n. V. | FK Jelez (III)                 |
| 15.05.2005 | Lokomotive Kaluga (III)       | 2:4       | FK Witjas Podolsk (III)        |
| 15.05.2005 | FK Lobnja-Alla (III)          | 1:0       | FK Nika Moskau (III)           |
| 15.05.2005 | FK Lada Toljatti (III)        | 4:0       | Rubin-2 Kasan (III)            |
| 15.05.2005 | Energetik Uren (III)          | 2:0       | Gasowik-Gasprom Ischewsk (III) |
| 15.05.2005 | Baltika Kaliningrad (III)     | 5:0       | FK Smolensk (III)              |

## 3. Runde
Teilnehmer: Die 22 Sieger der zweiten Runde.
| Datum      |                              | Ergebnis  |                               |
| ---------- | ---------------------------- | --------- | ----------------------------- |
| 15.05.2005 | Rotor-2 Wolgograd (III)      | 0:1       | Olimpija Wolgograd (III)      |
| 16.05.2005 | Maschuk-KMW Pjatigorsk (III) | 1:0       | Spartak-UGP Anapa (III)       |
| 24.05.2005 | Okean Nachodka (III)         | 1:0       | Swesda Irkutsk (III)          |
| 24.05.2005 | Dynamo Barnaul (III)         | 3:0       | Tschkalowez Nowosibirsk (III) |
| 05.06.2005 | FK Witjas Podolsk (III)      | 2:1       | Presnja Moskau (III)          |
| 05.06.2005 | Torpedo Wladimir (III)       | 2:1       | Wolga Twer (III)              |
| 05.06.2005 | Spartak Kostroma (III)       | 3:2 n. V. | Baltika Kaliningrad (III)     |
| 05.06.2005 | Saturn Jegorjewsk (III)      | 1:0       | Mordowija Saransk (III)       |
| 05.06.2005 | Nosta Nowotroizk (III)       | 2:1       | Sodowik Sterlitamak (III)     |
| 05.06.2005 | FK Lada Toljatti (III)       | 5:0       | Energetik Uren (III)          |
| 05.06.2005 | FK Jelez (III)               | 2:1 n. V. | FK Lobnja-Alla (III)          |

## 4. Runde
Teilnehmer: Die 11 Sieger der dritten Runde und die 21 besten Vereine der 1. Division (außer dem Tabellenletzten PFK Sokol Saratow)
| Datum      |                                  | Ergebnis              |                                    |
| ---------- | -------------------------------- | --------------------- | ---------------------------------- |
| 22.06.2005 | Spartak Kostroma (III)           | 3:2                   | FK Chimki (II)                     |
| 22.06.2005 | Wolgar-Gasprom Astrachan (II)    | 2:0                   | Anschi Machatschkala (II)          |
| 22.06.2005 | FK Witjas Podolsk (III)          | 4:0                   | Awangard Kursk (II)                |
| 22.06.2005 | Ural Jekaterinburg (II)          | 1:1 n. V. (3:2 i. E.) | Spartak Tscheljabinsk (II)         |
| 22.06.2005 | Torpedo Wladimir (III)           | 5:1                   | Petrotrest St. Petersburg (II)     |
| 22.06.2005 | Spartak Naltschik (III)          | 1:1 n. V. (6:5 i. E.) | Fakel Woronesch (II)               |
| 22.06.2005 | Saturn Jegorjewsk (III)          | 3:2                   | KAMAS Nabereschnyje Tschelny (II)  |
| 22.06.2005 | Olimpija Wolgograd (III)         | 1:3                   | Kuban Krasnodar (II)               |
| 22.06.2005 | Okean Nachodka (III)             | 3:1                   | Amur Blagoweschtschensk (II)       |
| 22.06.2005 | Maschuk-KMW Pjatigorsk (III)     | 0:2                   | Dynamo Machatschkala (II)          |
| 22.06.2005 | Lutsch-Energija Wladiwostok (II) | 1:0 n. V.             | SKA-Energija Chabarowsk (II)       |
| 22.06.2005 | Lokomotive Tschita (II)          | 3:3 n. V. (5:3 i. E.) | Tschkalowez-1936 Nowosibirsk (III) |
| 22.06.2005 | FK Jelez (III)                   | 1:2 n. V.             | Dynamo Brjansk (II)                |
| 22.06.2005 | FK Orjol (III)                   | 0:1                   | Metallurg Lipezk (II)              |
| 22.06.2005 | Dynamo Barnaul (III)             | 1:1 n. V. (2:4 i. E.) | Metallurg-Kusbass Nowokusnezk (II) |
| 25.06.2005 | Nosta Nowotroizk (III)           | 2:2 n. V. (3:5 i. E.) | FK Lada Toljatti (III)             |

## 5. Runde
Teilnehmer: Die 16 Sieger der vierten Runde, sowie die 16 Erstligisten, die auswärts antraten.
| Datum             |                                  | Gesamt          |                                    | Hinspiel | Rückspiel |
| ----------------- | -------------------------------- | --------------- | ---------------------------------- | -------- | --------- |
| 06.07./13.07.2005 | Tom Tomsk (I)                    | 3:4             | Spartak Kostroma (III)             | 3:2      | 0:2       |
| 06.07./13.07.2005 | Spartak Moskau (I)               | 8:1             | Okean Nachodka (III)               | 6:0      | 2:1       |
| 06.07./13.07.2005 | Rubin Kasan (I)                  | 3:1             | FK Witjas Podolsk (III)            | 1:0      | 2:1       |
| 06.07./13.07.2005 | Metallurg Lipezk (II)            | 1:4             | Schinnik Jaroslawl (I)             | 1:0      | 0:4       |
| 06.07./13.07.2005 | FK Lada Toljatti (III)           | 1:2             | Amkar Perm (I)                     | 1:0      | 0:2       |
| 06.07./13.07.2005 | ZSKA Moskau (I)                  | 3:2             | Torpedo Wladimir (III)             | 2:1      | 1:1       |
| 06.07./21.08.2005 | Krylja Sowetow Samara (I)        | 4:2             | Saturn Jegorjewsk (III)            | 4:1      | 0:1       |
| 13.07./20.07.2005 | Kuban Krasnodar (II)             | (a)1:1(a)       | Zenit St. Petersburg (I)           | 1:1      | 0:0       |
| 13.07./11.08.2005 | Dynamo Machatschkala (II)        | 3:6             | FK Moskau (I)                      | 1:4      | 2:2       |
| 13.07./11.08.2005 | Dynamo Brjansk (II)              | 0:4             | Dynamo Moskau (I)                  | 0:0      | 0:4       |
| 13.07./13.08.2005 | Terek Grosny (I)                 | 6:1             | Spartak Naltschik (II)             | 5:0      | 1:1       |
| 13.07./31.08.2005 | Saturn Ramenskoje (I)            | 3:2             | Ural Jekaterinburg (II)            | 1:1      | 2:1       |
| 13.07./31.08.2005 | Lutsch-Energija Wladiwostok (II) | 3:2             | FK Rostow (I)                      | 2:1      | 1:1       |
| 13.07./21.09.2005 | Alanija Wladikawkas (I)          | 2:2 (4:5 i. E.) | Lokomotive Tschita (II)            | 2:0      | 0:2 n. V. |
| 13.07./12.11.2005 | Lokomotive Moskau (I)            | 3:1             | Metallurg-Kusbass Nowokusnezk (II) | 2:0      | 1:1       |
| 28.08./09.11.2005 | Wolgar-Gasprom Astrachan (II)    | 0:4             | Torpedo Moskau (I)                 | 0:2      | 0:2       |

## Achtelfinale
Teilnehmer: Die 16 Sieger der fünften Runde.
| Datum          |                                  | Gesamt          |                        | Hinspiel | Rückspiel |
| -------------- | -------------------------------- | --------------- | ---------------------- | -------- | --------- |
| 04./12.03.2006 | Zenit St. Petersburg (I)         | 2:1             | Terek Grosny (I)       | 2:0      | 0:1       |
| 04./12.03.2006 | Lokomotive Tschita (II)          | 0-:- 1          | Lokomotive Moskau (I)  | -:-      | -:-       |
| 04./14.03.2006 | Lutsch-Energija Wladiwostok (II) | 0:2             | Spartak Moskau (I)     | 0:1      | 0:1       |
| 05./08.03.2006 | Rubin Kasan (I)                  | 2:1             | Schinnik Jaroslawl (I) | 0:1      | 2:0 n. V. |
| 05./12.03.2006 | Torpedo Moskau (I)               | 4:3             | FK Moskau (I)          | 1:2      | 3:1       |
| 05./13.03.2006 | Krylja Sowetow Samara (I)        | 2:2 (1:3 i. E.) | Dynamo Moskau (I)      | 2:0      | 0:2 n. V. |
| 05./13.03.2006 | Amkar Perm (I)                   | 0:1             | Saturn Ramenskoje (I)  | 0:1      | 0:0       |
| 05./15.03.2006 | ZSKA Moskau (I)                  | 8:0             | Spartak Kostroma (III) | 5:0      | 3:0       |

## Viertelfinale
| Datum             |                          | Gesamt |                       | Hinspiel | Rückspiel |
| ----------------- | ------------------------ | ------ | --------------------- | -------- | --------- |
| 22.03./12.04.2006 | Zenit St. Petersburg (I) | 5:2    | Torpedo Moskau (I)    | 2:0      | 3:2       |
| 22.03./12.04.2006 | Spartak Moskau (I)       | 4:3    | Lokomotive Moskau (I) | 2:2      | 2:1       |
| 22.03./12.04.2006 | Rubin Kasan (I)          | 2:5    | ZSKA Moskau (I)       | 1:1      | 1:4       |
| 22.03./12.04.2006 | Saturn Ramenskoje (I)    | 4:3    | Dynamo Moskau (I)     | 3:0      | 1:3       |

## Halbfinale
| Datum          |                    | Gesamt |                          | Hinspiel | Rückspiel |
| -------------- | ------------------ | ------ | ------------------------ | -------- | --------- |
| 03./10.05.2006 | Spartak Moskau (I) | 4:2    | Saturn Ramenskoje (I)    | 1:1      | 3:1       |
| 03./10.05.2006 | ZSKA Moskau (I)    | 4:0    | Zenit St. Petersburg (I) | 1:0      | 3:0       |

## Finale
| Paarung        | ZSKA Moskau – Spartak Moskau |
| Ergebnis       | 3:0 (1:0) |
| Datum          | 20. Mai 2006 |
| Stadion        | Olympiastadion Luschniki, Moskau |
| Zuschauer      | 61.000 |
| Schiedsrichter | Walentin Iwanow |
| Tore           | 1:0 Jô (43.) 2:0 Vágner Love (90.) 3:0 Jô (90.+3') |
| ZSKA Moskau    | Igor Akinfejew – Deividas Šemberas, Wassili Beresuzki, Sergei Ignaschewitsch , Jewgeni Aldonin – Alexei Beresuzki, Daniel Carvalho (56. Iwan Taranow), Dudu Cearense, Juri Schirkow (87. Wladimir Tatatrschuk), – Jô, Vágner Love (90. Anton Grigorjew). Cheftrainer: Waleri Gassajew                 |
| Spartak Moskau | Wojciech Kowalewski – Clemente Rodríguez (57. Quincy Owusu-Abeyie), Martin Stranzl, Gabriel Tamaș, Adrian Iencsi – Mozart, Wladimir Bystrow, Serghei Covalciuc (77. Aleksandr Pawlenko), Jegor Titow – Roman Pawljutschenko, Fernando Cavenaghi (46. Nikita Baschenow). Cheftrainer: Wladimir Fedotow |
| Gelbe Karten   | Juri Schirkow, Jewgeni Aldonin, Vágner Love – Clemente Rodríguez, Roman Pawljutschenko, Wojciech Kowalewski, Martin Stranzl |
| Platzverweise  | Mozart (88.) – keine |